# Francisco Augusto Pereira da Costa
Francisco Augusto Pereira da Costa (Recife, 1851— idem, 1923) est un avocat, journaliste, historien, folkloriste et homme politique brésilien.
Chercheur discret et solitaire, accomplissant un travail de bénédictin dans les bibliothèques et les collections d’archives, sans négliger de convoquer aussi ses souvenirs personnels, Francisco Augusto Pereira da Costa laissa, outre un grand nombre d’articles spécialisés ou de presse, plusieurs volumineux ouvrages se présentant comme de vastes compilations et traitant d’histoire sociale et de culture populaire du Nordeste brésilien ; ce sont principalement : les Anais pernambucanos (chroniques en 10 volumes, agencés chronologiquement, consignant la majeure partie des faits et événements du Pernambouc de 1493 à 1850) ; A Confederação do Equador (1876) ; le Dicionário biográfico de Pernambucanos célebres (1882, recueil de notices biographiques) ; Enciclopédia brasileira (1889) ; Folclore pernambucano (1909, recensement pour ainsi dire exhaustif du patrimoine folklorique nordestin) ; Vocabulário pernambucano (1936, collection de vocables populaires) ; et Arredores do Recife (rééd. en 2001). La quasi-totalité de ses écrits est traversée de préoccupations en rapport avec l’économie, l’administration publique et la vie sociale de sa région natale, le Pernambouc, qui est la grande constante de son œuvre.

## Biographie
Francisco Augusto Pereira da Costa naquit le 16 décembre 1851 dans l’ancienne rua Bela, actuelle rua Ulhoa Cintra, dans le vieux Recife, comme fils de Mariano Pereira da Costa et de Maria Augusta Pereira da Costa. Issu d’une famille pauvre, il lui fallut, à peine eut-il terminé le cours primaire au collège Nossa Senhora do Bom Conselho, travailler dans une librairie rua do Imperador, afin d’aider à subvenir aux besoins du ménage. C’est de ce premier emploi que lui vint probablement son penchant pour les livres et son goût pour la lecture et l’étude.
À l’âge de 20 ans, il trouva à s’employer dans le service d’adjudication des travaux publics, puis dans l’office d’entretien des ports, ensuite au secrétariat du Gouvernement et à la Chambre des députés du Pernambouc, et devint en 1884 secrétaire du gouvernement de la province du Piauí.
Il se lança dans le journalisme à l’âge de 21 ans en collaborant au Diario de Pernambuco, quotidien de Recife, à partir de 1872.
En 1891, alors qu’il avait déjà 40 ans, était marié et avait des enfants, il obtint sa licence en droit à la faculté de droit de Recife.
Il devint membre du conseil municipal de Recife et, ayant été élu en 1901, député à l’assemblée de l’État du Pernambouc. Cependant, personne humble et modeste, il ne fut pas un homme d’État, mais préféra, chercheur silencieux et discret, vouer sa vie à l’étude et à l’investigation, et se faire le chroniqueur de sa province. Il réunit ainsi, toute sa vie durant, la plus vaste somme d’informations sur l’histoire du Pernambouc et de sa population, pour en faire notamment la matière de ses Anais pernambucanos (litt. Annales pernamboucaines), son œuvre majeure, rééditée en 1951 par les Archives publiques du Pernambouc. Il enseigna au Gymnase et au lycée des Arts et Métiers (Liceu de Artes e Ofícios) de Recife.
Il fut membre de l’Institut archéologique, historique et géographique du Pernambouc, où il se vit décerner le titre de sociétaire insigne (Sócio benemérito). Selon ses propres dires, l’Institut archéologique fut sa véritable école, son cabinet de travail, où il lui sera donné de rencontrer de grands maîtres. Il cofonda l’Académie pernamboucaine des lettres, dont il occupera le fauteuil nº 9, et devint membre de plusieurs institutions brésiliennes, telles que l’Institut historique et géographique d’Alagoas, du Ceará, de la Paraíba, de la Bahia et de São Paulo, entre autres.
Francisco Augusto Pereira da Costa s’éteignit à Recife le 21 novembre 1923.

## Œuvre
Pereira da Costa laissa une œuvre abondante — plusieurs volumineux ouvrages, et un grand bombre d’articles spécialisés et d’articles de presse.
Ses principaux livres sont : Anais pernambucanos, en 10 tomes, classés chronologiquement, compilation de la quasi-totalité des faits et événements de l’histoire et de la vie pernamboucaine de 1493 à 1850 ; A Confederação do Equador, de 1876 ; Dicionário biográfico de pernambucanos célebres, de 1882 ; Enciclopédia brasilieira, de 1889 ; Folclore pernambucano, de 1909 ; Vocabulário pernambucano, étude lexicographique de 1936 ; et Arredores do Recife (litt. Environs de Recife), réédité en 2001. Il publia en tout 192 ouvrages, dont les principaux seront discutés ci-après.

### Anais Pernambucanos
Composé de 10 volumes, pour un total de 5 566 pages organisées chronologiquement, cet ouvrage, que Pereira da Costa rédigea en solitaire, embrasse l’histoire et la vie du Pernambouc de 1493 à 1850. C’est sans doute la partie la plus pernamboucaine, la plus durable et la plus complète de l’œuvre de Pereira da Costa, et à laquelle il employa le meilleur de sa vie et de ses recherches. Le livre, qui parcourt 357 ans d’histoire racontée au jour le jour, n’évoque pas seulement les noms de personnages illustres mais aussi la figure d’hommes obscurs et silencieux ayant accompli quelque chose pour leur terre natale. S’y trouvent ainsi consignés tant les faits historiques reconnus importants, que les incidents comiques, hauts en couleur et humains ; l’auteur s’attache à évoquer non seulement l’histoire officielle, grave et solennelle, mais aussi l’histoire sociale du Pernambouc, dans ses multiples aspects économiques, politiques et religieux, où les informations notamment sur la canne à sucre, le café ou le coton prennent l’allure, dans les Anais, d’authentiques monographies. Les Anais font figure de véritable encyclopédie du Pernambouc et constituent, selon le mot de l’historien Severino Jordão Emerenciano, le « portrait vivant de pied en cap du Pernambouc ». 
La tomaison des Anais, qui suit l’ordre chronologique, se présente comme suit : # 1493-1590 ; # 1591-1634 ; # 1635-1665 ; # 1666-1700 ; # 1701-1739 ; # 1740-1794 ; # 1795-1817 ; # 1818-1823 ; # 1824-1833 ; # 1834-1850.
Jordão Emerenciano nota encore à propos de cette œuvre :

« Pereira da Costa réussit cet admirable miracle de réaliser, seul et pauvre, une œuvre qui par l’ampleur, par l’importance et par l’extension surpasse l’effort d’un individu pour ressembler à celui de toute une corporation. Ce miracle, il l’accomplit par ses seules qualités personnelles de ténacité, résilience, dévouement et capacité de travail, et surtout par le grand amour qu’il vouait au Pernambouc. Son œuvre est un miracle d’amour — d’amour à sa terre et à ses gens.
Le plus impressionnant cependant est qu’un ouvrage de cette portée et de cette envergure — l’édition des Archives publiques comprendra plus de dix tomes de 600 pages — fut réalisée par un seul homme, marginal et pauvre. Un homme qui ne disposait ni des ressources ni des procédés de la recherche historique moderne. Force est de reconnaître que pareille entreprise dut comporter ses moments de désespoir, de mélancolie et de découragement. Rien pourtant ne parvint à abattre ce petit vieux desséché et décharné par le travail. Rien ne put abattre le courage de cet homme modeste, mais profondément voué à l’étude du passé 
pernamboucain. Son dévouement, son courage, son héroïsme noble et silencieux aboutirent à cette œuvre qui est le plus grand monument historique et littéraire, construit jour après jour, pour exalter l’effort de peuplement, le travail et l’énergie, l’héroïsme, l’esprit et la tradition du Pernambouc. »

### Dicionário biográfico de pernambucanos célebres
Recueil de notices biographiques, paru en 1882.

### Folclore pernambucano
Pereira da Costa publia son O Folclore pernambucano, ouvrage de 641 pages, dans le tome LXX de la Revista do Instituto Histórico e Geográfico Brasileiro, partie II, paru à Rio de Janeiro en 1908. Il s’agit d’une compilation de notes, rédigées et réunies avec effort et ténacité, au fil de longues années. C’est, dans l’opinion de l’historien Luís da Câmara Cascudo, le meilleur livre de Pereira da Costa, doté d’une haute valeur et portée documentaires, et en tous cas celui susceptible d’intéresser le plus grand nombre de Brésiliens et d’atteindre le public le plus large, embrassant en effet un domaine très ample et gardant une grande part de son actualité dans le champ de la démopsychologie.
Le titre de l’ouvrage apparaît trompeur, en ce sens que l’étude englobe en réalité toute la région des États du Nordeste. Compulsant des monceaux de vieux journaux et de documents écrits, Pereira da Costa sut le premier fixer enfin durablement les traditions populaires, lesquelles jusqu’alors ne valaient guère que comme motifs littéraires, à l’usage de poésies et sonnets, ou pour ajouter une discrète et facile pincée de couleur locale.
S’y trouvent décrits toutes les manifestations traditionnelles, les fêtes religieuses auxquelles le peuple par sa participation confère une nuance singulière, les fétiches, les superstitions, les croyances, les mythes et légendes, en plus des observations personnelles et des réminiscences de l’auteur, et nombre d’autres aspects. L’ouvrage traite également de la poésie populaire à travers les siècles, en commençant par la période hollandaise du Pernambouc (première moitié du XVIIe siècle), — avec un poème satirique à propos de l’inauguration d’un pont par le comte Maurice de Nassau, l’histoire du bœuf de paille —, Hollandais auxquels succéderont bientôt les illustres capitaines-généraux comme cibles de la verve anonyme du peuple ; le livre reproduit ainsi tout un ensemble de rimailles, pauvres et railleuses, mais non moins aptes que les chroniqueurs à nous restituer telle ou telle époque. Un vaste échantillonnage de romances et chansons, pastourelles, comptines etc., ainsi que 380 quatrains, constituent le résultat des recherches de l’auteur dans le domaine de la poésie populaire. 
Dans son Romanceiro, Pereira da Costa donna une série de romances et contes populaires, de forme unique, ou avec des éléments n’existant que dans sa version à lui, romances et contes qu’il prit soin d’annoter, à la différence du reste de Sílvio Romero, qui négligea de doter d’annotations ses Cantos populares do Brasil. À l’instar du maître Sílvio Romero, Pereira da Costa inclut des xácaras (contes populaires en vers, romances brésiliennes locales), résultat de ses recherches sur le cycle du vaqueiro (gardien de bétail du sertão) et sur la geste du bétail, auxquels s’était déjà intéressé José Martiniano de Alencar, avec son Nosso cancioneiro de 1874.
À chaque élément folklorique décrit, l’historien s’est attaché à relier le fait historique correspondant ; p.ex., à l’exposé du culte litholâtre, c’est-à-dire de la vénération superstitieuse des pierres, l’auteur enchaîne une étude fort intéressante sur la secte de la Pedra Bonita, secte qui sévissait dans le Pernambouc en 1838 et était liée au cycle du sébastianisme au Brésil. La partie religieuse de l’ouvrage en particulier se signale par la variété et la richesse d’information. Pereira da Costa avait compulsé les chroniques, les rapports officiels, et était familier de toutes les archives du Pernambouc.
Tel quel, O Folclore pernambucano, embrassant tous les aspects du folklore brésilien (à l’exception du roman populaire), reste l’une des meilleures sources sur la culture populaire nordestine, et permet au chercheur dans le domaine de ne plus devoir s’en rapporter presque exclusivement aux observations de voyageurs étrangers, qui tendaient à mettre en relief le pittoresque et à consigner les curiosités, ainsi que le firent le Français Charles Expilly pour le cafuné (« gaffouné »), l’Allemand Karl von den Steinen pour les traditions locales de Cuiabá, ou le Canadien Charles Frederick Hartt pour les récits populaires du jabuti.
Homme de bibliothèque et des archives, Pereira da Costa sut ressusciter les journaux perdus de Recife, mais, pétri de préoccupations sociales, porta son attention, après avoir fait défiler les dates et les personnages majeurs et mineurs de l’histoire, surtout vers le citoyen ordinaire, faisant revivre l’existence à la fois banale et miraculeuse de l’ouvrier, du fonctionnaire, de la petite société locale, du métisse, et ne dissimulant pas ses sympathies bien pernamboucaines pour le peuple, ses us et coutumes, son mode de vie, ses habitudes alimentaires et ses croyances. 
Malheureusement, l’on peine souvent à trouver ce que l’on cherche dans ce vaste ouvrage, le sommaire établi par Pereira da Costa ne donnant en effet qu’une vague idée du contenu.

### Vocabulário pernambucano
Le lexique présenté dans les 763 pages denses du Vocabulário pernambucano provient majoritairement des parlers locaux et populaires du Pernambouc et du Nordeste en général. Fidèle à sa technique, Pereira da Costa en nota chaque fois l’origine : imprimés (journaux, revues, rapports officiels, livres) ou souvenir personnel.
O Vocabulário pernambucano apporte des renseignements folkloriques, ethnographiques, historiques, sur des centaines d’éléments lexicaux pratiqués quotidiennement dans toute la région nordestine. Il remontait obstinément la piste de tel vocable dont, quoique déjà passé de mode, il s’évertuait à connaître à coup sûr le cheminement. Il mit à bas ainsi des dizaines d’étymologies et d’explications erronées données dans les journaux, pour exposer les origines véritables, les attestations anciennes, souvent de beaucoup antérieures aux étymologies généralement postulées. Il n’eut du reste aucune rétribution pour cette besogne absorbante, qui exigeait des années de travail, des milliers de vérifications, concernant de menues expressions populaires, mortes ou encore vivantes, dont seuls sans doute les Récifiens peuvent apprécier toute la saveur.
O Vocabulário pernambucano, qui pour certains est le meilleur recueil de Pereira da Costa, reprend le fil de l’ancien projet d’Antônio Joaquim de Macedo Soares, qui avait déjà commencé son dictionnaire et l’avait partiellement publié dans les Anais da Biblioteca Nacional, mais avait dû l'interrompre abruptement. Toutefois, il semble que Pereira da Costa ne l’eût jamais consulté, car il ne se trouve pas mentionné dans la petite bibliographie de son Vocabulário.

### Publications de Pereira da Costa
- Anais Pernambucanos
- A Confederação do Equador
- Dicionário biográfico de pernambucanos célebres
- Enciclopédia brasileira
- Folclore pernambucano
- Vocabulário pernambucano
- Arredores do Recife
- Bispos de Olinda
- Viaturas coloniais
- Ruas do Recife
- As artes em Pernambuco
- O governo holandês
- O governo republicano de 1817
- Confederação do Equador
- Governo de Pernambuco de 1821 a 1889

### Publications sur Pereira da Costa
- Amaro Quintas, Pereira da Costa e a moderna historiografia, éd. Faculdade de Filosofia, Recife 1967.
- Jorge Fernandes da Silva, Vidas que não morrem, éd. Departamento de Cultura, Recife 1982. vol.1.